# Чемпіонат України з футболу серед аматорів 2015
Чемпіонат України з футболу серед аматорів 2015 — 19-ий чемпіонат України серед аматорів. Розпочався 29 квітня 2015 року.

## Учасники та регламент змагань
У першій частині 16 команд, розділені на 4 групи по 4 команди за територіальним принципом, грають кожна з кожною за коловою системою у два кола (вдома, виїзд).
З кожної з груп до другої частини групового етапу виходять команди, які посядуть 1-3 місця (з урахуванням очок набраних в матчах між собою). Такі команди формують 2 групи по 6 команд — А та Б.
Групу А формують команди, які займуть 1-3 місця у групах 1 та 2.
Групу Б формують команди, які займуть 1-3 місця у групах 3 та 4.
Команди, які зустрічалися між собою у першій частині групового етапу, в складі груп А та Б не зустрічаються. Команди груп А та Б грають за коловою системою у два кола (вдома, виїзд) з командами, з якими вони не зустрічалися в матчах першої частини.
До фінального етапу чемпіонату виходять команди, які посядуть 1-4 місця в групах А та Б.
Команди, які посядуть четверті місця у першій частині групового етапу, отримують право участі в 1/8 розіграшу Кубка України з футболу серед аматорських команд 2015 року.
| Група 1                                                                        | Група 2                                                                                       | Група 3                                                                                      | Група 4 |
| ------------------------------------------------------------------------------ | --------------------------------------------------------------------------------------------- | -------------------------------------------------------------------------------------------- | --- |
| - «Опір» (Львів) - «Рух» (Винники) - ФК «Вінниця» (Вінниця) - ОДЕК (смт Оржів) | - «Колос» (с. Ковалівка) - «Мал» (Коростень) - «Єдність» (с. Плиски) - «Авангард» (Корюківка) | - «Балкани» (с. Зоря) - «Жемчужина» (Одеса) - «Мир» (с. Горностаївка) - «Авангард» (Каховка) | - «Колос» (смт Зачепилівка) - «Таврія-Скіф» (с. Роздол) - «Інгулець» (смт Петрове) - «ВПК-Агро» (смт Магдалинівка) |

## Результати

### Перший етап

#### Група 1
| М | Команда      | І | В | Н | П | РМ   | О  |
| - | ------------ | - | - | - | - | ---- | -- |
| 1 | «Рух»        | 6 | 4 | 1 | 1 | 10−6 | 13 |
| 2 | ФК «Вінниця» | 6 | 2 | 2 | 2 | 9−7  | 8  |
| 3 | ОДЕК         | 6 | 2 | 2 | 2 | 7−6  | 8  |
| 4 | «Опір»       | 6 | 1 | 1 | 4 | 7−14 | 4  |

#### Група 2
| М | Команда       | І | В | Н | П | РМ   | О  |
| - | ------------- | - | - | - | - | ---- | -- |
| 1 | «Колос» К     | 6 | 6 | 0 | 0 | 26−3 | 18 |
| 2 | «Єдність»     | 6 | 3 | 0 | 3 | 12−7 | 9  |
| 3 | «Авангард» Ко | 6 | 2 | 1 | 3 | 9−12 | 7  |
| 4 | «Мал»         | 6 | 0 | 1 | 5 | 2−27 | 1  |

#### Група 3
| М | Команда       | І | В | Н | П | РМ   | О  |
| - | ------------- | - | - | - | - | ---- | -- |
| 1 | «Балкани»     | 6 | 4 | 2 | 0 | 11−6 | 14 |
| 2 | «Жемчужина»   | 6 | 2 | 3 | 1 | 5−4  | 9  |
| 3 | «Мир»         | 6 | 1 | 3 | 2 | 6−6  | 6  |
| 4 | «Авангард» Ка | 6 | 0 | 2 | 4 | 5−11 | 2  |

#### Група 4
| М | Команда       | І | В | Н | П | РМ   | О  |
| - | ------------- | - | - | - | - | ---- | -- |
| 1 | «Інгулець»    | 6 | 4 | 0 | 2 | 9−4  | 12 |
| 2 | «Колос» З     | 6 | 3 | 1 | 2 | 11−6 | 10 |
| 3 | «Таврія-Скіф» | 6 | 2 | 2 | 2 | 5−7  | 8  |
| 4 | «ВПК-Агро»    | 6 | 1 | 1 | 4 | 5−13 | 4  |

### Другий етап

#### Група А
| М | Команда       | І  | В | Н | П | РМ    | О  |
| - | ------------- | -- | - | - | - | ----- | -- |
| 1 | «Рух»         | 10 | 8 | 2 | 0 | 15−4  | 26 |
| 2 | «Колос» К     | 10 | 5 | 1 | 4 | 17−5  | 16 |
| 3 | ФК «Вінниця»  | 10 | 4 | 3 | 3 | 13−12 | 15 |
| 4 | «Єдність»     | 10 | 3 | 2 | 5 | 15−17 | 11 |
| 5 | ОДЕК          | 10 | 2 | 4 | 4 | 10−17 | 10 |
| 6 | «Авангард» Ко | 10 | 1 | 2 | 7 | 9−24  | 5  |

#### Група Б
| М | Команда       | І  | В | Н | П | РМ    | О  |
| - | ------------- | -- | - | - | - | ----- | -- |
| 1 | «Балкани»     | 10 | 7 | 2 | 1 | 14−10 | 23 |
| 2 | «Інгулець»    | 10 | 6 | 0 | 4 | 16−8  | 18 |
| 3 | «Колос» З     | 10 | 5 | 3 | 2 | 13−5  | 18 |
| 4 | «Жемчужина»   | 10 | 4 | 3 | 3 | 12−10 | 15 |
| 5 | «Таврія-Скіф» | 10 | 3 | 1 | 6 | 15−15 | 10 |
| 6 | «Авангард» Ка | 10 | 0 | 1 | 9 | 5−27  | 1  |

### Фінальний етап

#### Група А
Матчі відбудуться з 13 по 17 вересня у м. Одеса на стадіонах «Іван» та НТБ «Чорноморець» у Совіньйоні.
| М | Команда      | І | В | Н | П | РМ   | О |
| - | ------------ | - | - | - | - | ---- | - |
| 1 | «Рух»        | 3 | 3 | 0 | 0 | 8−1  | 9 |
| 2 | «Колос» З    | 3 | 2 | 0 | 1 | 11−5 | 6 |
| 3 | «Жемчужина»  | 3 | 0 | 1 | 2 | 2−6  | 1 |
| 4 | ФК «Вінниця» | 3 | 0 | 1 | 2 | 2−11 | 1 |

#### Група Б
Матчі відбудуться з 13 по 17 вересня у Одеській області на стадіонах ім. Б. Тропанця у с. Зоря та спортивному комплексі у смт Сарата.
Оскільки «Інгулець» отримав професіональний статус, продовжувати виступ буде їх резервна команда.
| М | Команда      | І | В | Н | П | РМ  | О |
| - | ------------ | - | - | - | - | --- | - |
| 1 | «Балкани»    | 3 | 2 | 0 | 1 | 9−3 | 6 |
| 2 | «Єдність»    | 3 | 1 | 1 | 1 | 2−4 | 4 |
| 3 | ОДЕК         | 3 | 1 | 1 | 1 | 2−4 | 4 |
| 4 | «Інгулець-2» | 3 | 1 | 0 | 2 | 4−6 | 3 |

#### Фінал
| 27 вересня 2015 15:00 +19 °C |

| «Рух»       | 1:2      | «Балкани»                              |
| ----------- | -------- | -------------------------------------- |
| Шацьких 39' | Протокол | 16' (пен.) В. Златов 55' К. Пархоменко |

| НТК ім. В. Баннікова, Київ Глядачів: 1200 Арбітр: Олексій Деревінський (Київ) |

| Чемпіон України з футболу серед аматорів 2015 |
| --------------------------------------------- |
| «Балкани» Вперше                              |